# Shoji Jo
Shoji Jo (vjaponês: 城彰二) (Muroran, 17 de junho de 1975) é um ex-futebolista japonês.

## Carreira
Durante sua carreira, atuou por mais tempo no Yokohama F. Marinos, entre 1997 e 2001 e no Yokohama FC, entre 2003 e 2006. Jogou também por JEF United, Valladolid e Vissel Kobe.

## Seleção
Jo representou a Seleção Japonesa de Futebol nas Olimpíadas de 1996.
Jo, que também atuou pela Seleção Japonesa de Futebol de 1995 a 2001 (disputou a Copa de 1998, a primeira do país), anunciou sua aposentadoria depois da ascensão do Yokohama FC à J-League, ainda em 2006.